# Namea dicalcaria
Namea dicalcaria là một loài nhện trong họ Nemesiidae.
Namea dicalcaria được miêu tả năm 1984 bởi Raven.